# ウェルドーン
ウェルドーン（欧字名:Well Done、2018年4月7日 - ）は、日本の競走馬。2021年の関東オークスの勝ち馬である。
名前の意味は、英語で「あっぱれ」。

## 戦績
本項の出典は、特記なき限りnetkeiba.comによる。

### 2歳 (2020年)
8月23日小倉の芝1800mの新馬戦にて泉谷楓真を背にデビュー。クラティトゥーの圧勝を前に12着に敗れた。続く9月12日の未勝利戦では吉田隼人に乗り替わりの上初ダートとなった。道中4・5番手から追走し、カレンロマチェンコの3着に食い込んだ。次走以降もダートの未勝利戦に出走し12月19日阪神ダート1800mの未勝利戦で単勝オッズ1.9倍の1番人気に支持され初勝利を6馬身差の圧勝で手にした。

### 3歳 (2021年)
年明け初戦として出走した1月9日の3歳1勝クラスでは、逃げの手を打つも直線交わされ4着に敗れた。続く3月7日中京の3歳1勝クラスでは角田大和を背に2番人気で臨むも3着となった。中1週での出走となった3月20日阪神の3歳1勝クラスでは初コンビとなる武豊の騎乗で待望の2勝目を手にすると、続く風雅ステークスでは道中4番手から直線で抜け出し2着タケルペガサスに3馬身差をつけ快勝した。
重賞初挑戦となった6月16日の関東オークスでは2.2倍の1番人気に支持され、南関東牝馬三冠を目指しての出走であったケラススヴィアを直線で交わし勝利。重賞初制覇となった。陣営が次走に選択したレースはジャパンダートダービーであり、地方初参戦となった。迎えた同レースでは、4番手から追い出すも逃げた単勝式12番人気キャッスルトップを捉えきれず、3着に敗れた。
約3ヶ月の休養を挟んで出走したレディスプレリュードではマリーンカップを勝利したテオレーマに次ぐ2番人気の支持を受け出走。3番手からレースを進めるも3着に敗戦。続いて出走したクイーン賞では54kgのハンデキャップを背負っての出走となった。レースでは道中先頭集団に位置するも直線では伸びを欠きダイアナブライトの10着に敗れた。

### 4歳 (2022年)
古馬初戦として、3月2日に川崎競馬場で行われたエンプレス杯に出走。レースでは6・7番手を追走するも、上位争いには加われず、6着となった。この後、7月9日のマリーンステークスでは2番手追走から早めに抜け出したが最後の直線でフルデプスリーダーにかわされ2着。続くエルムステークスでも前走同様2番手追走から早め先頭に立ったがフルデプスリーダーに差し切られてまたしても2着となった。その後は休養に入り、4歳シーズンを終えることになった。

### 5歳 (2023年)
7月8日のマリーンステークスで復帰し、道中は3番手追走も直線で失速し13着に沈んだ。7月11日付けで競走馬登録を抹消され、現役を引退した。引退後は浜本牧場で繁殖牝馬となる。

## 競走成績
以下の内容は、JBISサーチおよびnetkeiba.comに基づく。
| 競走日     | 競馬場 | 競走名            | 格     | 距離（馬場）  | 頭 数 | 枠 番 | 馬 番 | オッズ （人気） | 着順 | タイム （上り3F） | 着差 | 騎手      | 斤量 [kg] | 1着馬（2着馬）         | 馬体重 [kg] |
| ---------- | ------ | ----------------- | ------ | ------------- | ----- | ----- | ----- | --------------- | ---- | ----------------- | ---- | --------- | --------- | ---------------------- | ----------- |
| 2020.08.23 | 小倉   | 2歳新馬           |        | 芝1800m（稍） | 15    | 7     | 13    | 032.3（12人）   | 12着 | R1:53.1（38.2）   | -2.1 | 0泉谷楓真 | 51        | グラティトゥー         | 516         |
| 0000.09.12 | 中京   | 2歳未勝利         |        | ダ1400m（重） | 15    | 3     | 5     | 007.30（3人）   | 03着 | R1:25.6（38.5）   | -0.9 | 0吉田隼人 | 54        | カレンロマチェンコ     | 514         |
| 0000.10.03 | 中京   | 2歳未勝利         |        | ダ1400m（良） | 16    | 4     | 7     | 021.50（8人）   | 06着 | R1:25.8（38.5）   | -0.5 | 0吉田隼人 | 54        | プレジールミノル       | 514         |
| 0000.11.07 | 福島   | 2歳未勝利         |        | ダ1700m（良） | 12    | 5     | 6     | 003.90（2人）   | 02着 | R1:48.7（40.2）   | -0.0 | 0鮫島克駿 | 54        | クラーロイメル         | 502         |
| 0000.11.22 | 阪神   | 2歳未勝利         |        | ダ1800m（良） | 16    | 1     | 1     | 006.50（3人）   | 02着 | R1:55.5（39.7）   | -1.0 | 0鮫島克駿 | 54        | メイショウハナモモ     | 496         |
| 0000.12.19 | 阪神   | 2歳未勝利         |        | ダ1800m（良） | 16    | 8     | 16    | 001.90（1人）   | 01着 | R1:55.9（39.7）   | -1.0 | 0川田将雅 | 54        | （レヴィーアクイーン） | 494         |
| 2021.01.09 | 中京   | 3歳1勝クラス      |        | ダ1800m（良） | 13    | 1     | 1     | 012.70（5人）   | 04着 | R1:55.4（40.4）   | -1.2 | 0川田将雅 | 54        | ハンディーズピーク     | 488         |
| 0000.03.07 | 阪神   | 3歳1勝クラス      |        | ダ1800m（稍） | 11    | 7     | 9     | 005.60（2人）   | 03着 | R1:54.4（40.6）   | -1.3 | 0角田大和 | 51        | ユアヒストリー         | 490         |
| 0000.03.20 | 阪神   | 3歳1勝クラス      |        | ダ1800m（良） | 15    | 7     | 13    | 004.10（2人）   | 01着 | R1:53.2（38.4）   | -0.5 | 0武豊     | 54        | （イツカハシャチョウ） | 486         |
| 0000.05.23 | 中京   | 鳳雛S             | L      | ダ1800m（稍） | 12    | 6     | 8     | 008.50（5人）   | 01着 | R1:55.2（38.4）   | -0.5 | 0藤岡佑介 | 54        | （タケルペガサス）     | 496         |
| 0000.06.16 | 川崎   | 関東オークス      | JpnII  | ダ2100m（不） | 12    | 5     | 6     | 002.20（1人）   | 01着 | R2:18.3（41.3）   | -0.4 | 0武豊     | 54        | （ケラススヴィア）     | 495         |
| 0000.07.14 | 大井   | ジャパンDダービー | JpnI   | ダ2000m（稍） | 13    | 5     | 7     | 004.70（3人）   | 03着 | R2:05.9（37.5）   | -0.0 | 0武豊     | 54        | キャッスルトップ       | 506         |
| 0000.10.07 | 大井   | Lプレリュード     | JpnII  | ダ1800m（良） | 10    | 6     | 6     | 003.00（2人）   | 03着 | R1:53.3（36.6）   | -0.7 | 0藤岡佑介 | 54        | レーヌブランシュ       | 510         |
| 0000.12.01 | 船橋   | クイーン賞        | JpnIII | ダ1800m（不） | 14    | 6     | 10    | 004.30（4人）   | 10着 | R1:54.4（41.9）   | -3.0 | 0武豊     | 54        | ダイアナブライト       | 495         |
| 2022.03.02 | 川崎   | エンプレス杯      | JpnII  | ダ2100m（良） | 13    | 4     | 5     | 011.80（6人）   | 06着 | R2:17.5（39.9）   | -1.8 | 0武豊     | 56        | ショウナンナデシコ     | 500         |
| 0000.07.09 | 函館   | マリーンS         | OP     | ダ1700m（良） | 14    | 7     | 11    | 021.00（7人）   | 02着 | R1:44.0（37.0）   | -0.0 | 0武豊     | 53        | フルデプスリーダー     | 518         |
| 0000.08.07 | 札幌   | エルムS           | GIII   | ダ1700m（良） | 14    | 4     | 6     | 010.40（6人）   | 02着 | R1:44.3（36.6）   | -0.1 | 0武豊     | 54        | フルデプスリーダー     | 514         |
| 2023.07.08 | 函館   | マリーンS         | OP     | ダ1700m（良） | 14    | 8     | 14    | 015.80（7人）   | 13着 | R1:46.5（39.4）   | -3.5 | 0武豊     | 55        | ペプチドナイル         | 514         |

## 血統表
| ウェルドーンの血統                        | ウェルドーンの血統                 | ウェルドーンの血統           | （血統表の出典）             | （血統表の出典）   |
| 父系                                      | ストームバード系                   | ストームバード系             | ストームバード系             | [ § 2 ]            |
| 父 *ヘニーヒューズ Henny Hughes 2003 栗毛 | 父の父*ヘネシー 1993 栗毛          | Storm Cat                    | Storm Bird                   | Storm Bird         |
| 父 *ヘニーヒューズ Henny Hughes 2003 栗毛 | 父の父*ヘネシー 1993 栗毛          | Storm Cat                    | Terlingua                    |                    |
| 父 *ヘニーヒューズ Henny Hughes 2003 栗毛 | 父の父*ヘネシー 1993 栗毛          | Island Kitty                 | Hawaii                       | Hawaii             |
| 父 *ヘニーヒューズ Henny Hughes 2003 栗毛 | 父の父*ヘネシー 1993 栗毛          | Island Kitty                 | T.C. Kitten                  |                    |
| 父 *ヘニーヒューズ Henny Hughes 2003 栗毛 | 父の母Meadow Flyer 1989 栗毛       | Meadowlake                   | Hold Your Peace              | Hold Your Peace    |
| 父 *ヘニーヒューズ Henny Hughes 2003 栗毛 | 父の母Meadow Flyer 1989 栗毛       | Meadowlake                   | Suspicious Native            |                    |
| 父 *ヘニーヒューズ Henny Hughes 2003 栗毛 | 父の母Meadow Flyer 1989 栗毛       | Shortley                     | Hagley                       | Hagley             |
| 父 *ヘニーヒューズ Henny Hughes 2003 栗毛 | 父の母Meadow Flyer 1989 栗毛       | Shortley                     | Short Winded                 |                    |
| 母 ツルマルオジョウ 2004 黒鹿毛           | 母の父ダンスインザダーク 1993 鹿毛 | *サンデーサイレンス          | Halo                         | Halo               |
| 母 ツルマルオジョウ 2004 黒鹿毛           | 母の父ダンスインザダーク 1993 鹿毛 | *サンデーサイレンス          | Wishing Well                 |                    |
| 母 ツルマルオジョウ 2004 黒鹿毛           | 母の父ダンスインザダーク 1993 鹿毛 | *ダンシングキイ              | Nijinsky II                  | Nijinsky II        |
| 母 ツルマルオジョウ 2004 黒鹿毛           | 母の父ダンスインザダーク 1993 鹿毛 | *ダンシングキイ              | Key Partner                  |                    |
| 母 ツルマルオジョウ 2004 黒鹿毛           | 母の母ツルマルガール 1991 栃栗毛   | サッカーボーイ               | *ディクタス                  | *ディクタス        |
| 母 ツルマルオジョウ 2004 黒鹿毛           | 母の母ツルマルガール 1991 栃栗毛   | サッカーボーイ               | ダイナサツシユ               |                    |
| 母 ツルマルオジョウ 2004 黒鹿毛           | 母の母ツルマルガール 1991 栃栗毛   | エプソムガール               | アローエクスプレス           | アローエクスプレス |
| 母 ツルマルオジョウ 2004 黒鹿毛           | 母の母ツルマルガール 1991 栃栗毛   | エプソムガール               | ゲシー                       |                    |
| 母系(F-No.)                               | エスサーデイー(GB)系(FN:6-a)       | エスサーデイー(GB)系(FN:6-a) | エスサーデイー(GB)系(FN:6-a) | [ § 3 ]            |
| 5代内の近親交配                           | Northern Dancer5×5＝6.25%          | Northern Dancer5×5＝6.25%    | Northern Dancer5×5＝6.25%    | [ § 4 ]            |
| 出典                                      | 1. 2. 3. 4.                        | 1. 2. 3. 4.                  | 1. 2. 3. 4.                  | 1. 2. 3. 4.        |

- 祖母のツルマルガールは1994年の朝日チャレンジカップ優勝馬。

- 叔父に2004年の安田記念、2002年の金鯱賞、中京記念を制したツルマルボーイがいる。